# Jean-Pierre Aumont
Jean-Pierre Aumont, pseudoniem van Jean-Pierre Philippe Salomons, (Parijs, 5 januari 1911 - Gassin, 30 januari 2001) was een Frans acteur en een militair van de Vrije Fransen.

## Leven en werk

### Afkomst en opleiding
Aumont groeide op in een familie van acteurs (zo was hij de neef van Georges Berr die lid was van de Comédie-Française en zijn broer maakte enige naam als filmregisseur onder het pseudoniem François Villiers). Op 16-jarige leeftijd schreef hij zich in aan het Conservatoire national supérieur de musique et de danse de Paris. Toen hij afstudeerde merkte Louis Jouvet hem op. Jouvet werd zijn eerste professionele toneelregisseur.

### Vooroorlogse carrière als 'jeune premier' tijdens de zorgeloze jaren dertig
Op het grote scherm was Aumont voor de eerste keer te zien in de komedie Jean de la Lune (1931), de filmversie van Marcel Achards gelijknamige toneelstuk. Amper twee jaar later kreeg hij zijn eerste hoofdrol: die van een jonge arbeider die betrokken raakt bij een inbraak die fataal afloopt in Dans les rues (1933), een dramatische misdaadfilm met sociale ondertoon.
Wanneer Jouvet hem op voorspraak van Jean Cocteau in die periode de hoofdrol schonk in Cocteau's nieuwe toneelstuk La Machine infernale (geregisseerd door Jouvet), leverde dat Aumont heel wat bekendheid op. Dankzij zijn knappe verschijning kon hij heel gemakkelijk de rol aan van jeune premier op het witte doek. In die hoedanigheid werd hij zelfs verliefd op de vriendin van zijn moeder in de tragikomedie Le Voleur (1933). Het jaar daarna behaalde hij nog meer succes als de knappe en sportieve badmeester in Lac aux dames (Marc Allégret, 1934). In deze tragikomedie waarvan de dialogen geschreven werden door Colette had hij Simone Simon en Michel Simon als belangrijkste tegenspelers. In zijn volgende films raakte hij telkens verwikkeld in amoureuze situaties. Nog in 1934 was hij, net als Gabin, een van de drie mannen die Madeleine Renaud het hof maakten in Julien Duviviers drama Maria Chapdelaine. In 1935 werd de succestandem Aumont-Simone Simon nog twee keer gecast, eerst als de verlegen pianoleraar in het drama Les Yeux noirs, vervolgens wachtte hem een romantische rol in Allégrets Les Beaux Jours waarin hij een van de twee mannen is tussen wie Simon moet kiezen. In datzelfde jaar vertolkte hij een aspirantpiloot in L'Équipage (1935), naar de gelijknamige roman van Joseph Kessel. In dit oorlogsdrama moet hij naar het front vertrekken, maar hij heeft nog een korte maar passionele ontmoeting met een vrouw (Annabella) van wie hij later ontdekt dat ze de vrouw is van zijn vriend en overste. In 1936 vertolkte hij in Tarass Boulba Andreï, de onstuimige zoon van kozakkenleider Taras Boelba, die oorlog voert tegen de Polen. In dit op de gelijknamige roman van Gogol gebaseerd historisch drama wordt Andreï dolverliefd op een Poolse gravin (Danielle Darrieux).
Zijn laatste belangwekkende films van de jaren dertig werden geregisseerd door Marcel Carné. In de satirische komedie Drôle de drame (1937) was hij omringd door enkele 'monstres sacrés' van de Franse film zoals Louis Jouvet, Michel Simon, Jean-Louis Barrault en Françoise Rosay. In het drama Hôtel du Nord (1938) vormde hij met Annabella een armoedig en wanhopig jong koppel dat zelfmoord wil plegen. Ook hier was hij opnieuw in het gezelschap van 'monstres sacrés' zoals Louis Jouvet en Arletty.
In zijn allerlaatste film uit de jaren dertig, het romantisch oorlogsdrama Le Déserteur (1939), vertolkte hij een soldaat die tijdens de Eerste Wereldoorlog enkele uren deserteert. De filmtitel werd door de censuur in een periode van nieuwe oorlogsdreiging te defaitistisch bevonden en veranderd.

### De Tweede Wereldoorlog
In 1940 ging Aumont, die Joodse roots had, in ballingschap in de Verenigde Staten. In volle oorlog speelde hij mee in enkele propaganda-oorlogsfilms zoals The Cross of Lorraine (Tay Garnett) die in de titel het symbool van de Vrije Fransen voerde. Aumont en Gene Kelly zijn er Franse soldaten die uit een Duits werkkamp ontsnappen.
In 1943 sloot hij zich aan bij de Forces françaises libres van de Vrije Fransen en hielp hij als luitenant mee Frankrijk te bevrijden. Hij werd twee keer gewond en kreeg het Croix de guerre 1939-1945 en het Legioen van Eer.

### Internationale en latere Franse carrière
Na de oorlog keerde hij terug naar de Verenigde Staten. Hij vertolkte eerst een Frans diplomaat, naast Ginger Rogers, in de romantische komedie Heartbeat (Sam Wood, 1946). In 1947 gaf hij gestalte aan de Russische componist Rimski-Korsakov in de musicalfilm Song of Scheherazade aan de zijde van Yvonne De Carlo. De eerste van de drie films waarin hij naast zijn vrouw, actrice Maria Montez, verscheen was Siren of Atlantis (1948), de wat zoeterige Amerikaanse filmversie van Pierre Benoits meermaals in Frankrijk verfilmde roman L'Atlantide. Vanaf dan speelde Aumonts film- en toneelcarrière zich beurtelings af aan beide zijden van de Atlantische Oceaan. In die periode schreef hij zijn eerste toneelstuk, L'Empereur de Chine, dat eerst in Parijs en later in New York werd opgevoerd.
Zijn eerste naoorlogse Franse film was Hans le marin (1949), het regiedebuut van zijn broer François Villiers. Dit noodlotsdrama was de tweede film waarin hij samen speelde met Montez. Daarna volgden twee komedies uit 1950-1951 onder regie van Gilles Grangier. De avonturenfilm La vendetta del corsaro (1951) was de laatste film van het duo Aumont-Montez want datzelfde jaar overleed Montez.
In 1953 was Aumont in de muzikale tragikomedie Moineaux de Paris (bijnaam van het bekende kinderkoor) te zien naast les petits chanteurs à la croix de bois. Nog dat jaar acteerde hij in het succesrijke Lili aan de zijde van onder meer zijn landgenote Leslie Caron voor wie deze musicalfilm de doorbraak betekende. Het drama Kœnigsmark (1953) was ook een remake van een roman van Pierre Benoit. Aumont vertolkte hier de romantische hoofdrol van de privéleraar Frans die verliefd wordt op de moeder van zijn leerling, een Duitse groothertogin.
Zoals zoveel andere acteurs werd ook hij gevraagd voor twee van Sacha Guitrys' historische fresco's: hij was kardinaal-politicus de Rohan in Si Versailles m'était conté... (1954) en graaf-politicus de Saint-Jean d'Angély in Napoléon (1955). Die twee rollen waren voorlopers van de vele gedistingeerde personages die hij vanaf de jaren vijftig belichaamde: koning, prins, graaf, markies, generaal, commandant, diplomaat, rijk zakenman, bisschop, chirurg ...
In de Hollywoodfilms die hij aan het einde van de jaren vijftig/begin van de jaren zestig draaide was Aumont telkens de Fransman van dienst, zoals de piloot in de avonturenfilm The Devil at 4 O'Clock (1961), een van de laatste films van veteraan Mervyn LeRoy. Hij gaf zelfs gestalte aan een Franse koning: Lodewijk XVI in de maritieme avonturenfilm John Paul Jones (1959). Voor de thriller Le Couteau dans la plaie (1962) werkte hij, bijna dertig jaar na L'Équipage, opnieuw onder regie van Anatole Litvak.
In 1963 speelde en zong hij op Broadway aan de zijde van Vivien Leigh in Tovarich, een musical naar het bekende toneelstuk uit 1933 van Jacques Deval. Uit dit succes resulteerden meerdere tours de chant die hij in de Verenigde Staten ondernam met zijn nieuwe vrouw, de actrice Marisa Pavan. Dat was de reden waarom zijn film- en toneelcarrière lange tijd op een laag pitje kwam te staan. In 1970 stond hij opnieuw op Broadway, onder meer naast Al Pacino in Camino Real van Tennessee Williams.
Pas in 1969 kwam zijn volgende belangwekkende film uit: in Castle Keep (Sydney Pollack, 1969), een tijdens de Slag om de Ardennen gesitueerde oorlogsfilm, speelde hij een oudere Belgische graaf in wiens kasteel in de Ardennen zich een groepje G.I.s schuilhoudt.
In 1973 was hij te zien in de in het filmmilieu gesitueerde tragikomedie La Nuit américaine, Truffauts eerbetoon aan het filmvak. Zijn rol van ouder wordende filmicoon was een van zijn meest memorabele rollen. In de misdaadfilm Le Chat et la Souris (Claude Lelouch, 1975) vertolkte hij een rijke getrouwde zakenman die zijn vrouw Michèle Morgan bedriegt met een jonge minnares en die vermoord wordt. Vermeldenswaardig waren nog zijn rollen van de wat verlopen ouder wordende danser en verleider in de theatrale tragikomedie Des journées entières dans les arbres (Marguerite Duras, 1976) en van de legercommandant in het indringend aan de vooravond van de Tweede Wereldoorlog gesitueerd militair drama Allons z'enfants (Yves Boisset, 1981).
Aumont had ook een heel drukke televisiecarrière. Gedurende meer dan veertig jaar was hij regelmatig op het kleine scherm te zien.
Aumont overleed in 2001 op 90-jarige leeftijd aan een hartaanval.

### Privéleven
In 1934 ging Aumont een relatie aan met de Franse actrice Blanche Montel, de ex-vrouw van cineast Henri Decoin. Er kwam een einde aan hun relatie toen hij in 1940 naar de Verenigde Staten vertrok. Hij trouwde ginder in 1943 met de Dominicaanse actrice María Montez. Uit dit huwelijk werd de actrice Tina Aumont (1946-2006) geboren. Montez overleed onverwachts in 1951. Daarna had Aumont een verhouding met Grace Kelly. Hij trad opnieuw in het huwelijk met de Italiaanse actrice Marisa Pavan, de tweelingzus van actrice Pier Angeli. Pavan gaf hem twee zonen, cameraman Jean-Claude Aumont (1957) en Patrick Aumont (1959).
Aumont heeft ook relaties gehad met de actrices Joan Crawford, Hedy Lamarr (kort en ernstig, ze stonden op het punt te trouwen tot Aumont kort daarna María Montez ontmoette en huwde), Vivien Leigh en Barbara Stanwyck.

## Filmografie (selectie)
- 1931 - Jean de la Lune (Jean Choux) (niet-gecrediteerd)
- 1932 - Faut-il les marier ? (Pierre Billon en Karel Lamač)
- 1933 - Dans les rues (Victor Trivas)
- 1933 - Un jour viendra  (Gerhard Lamprecht)
- 1933 - Ève cherche un père (Mario Bonnard)
- 1933 - Le Voleur (Maurice Tourneur)
- 1934 - Lac aux dames (Marc Allégret)
- 1934 - Maria Chapdelaine (Julien Duvivier)
- 1935 - Les Yeux noirs (Victor Tourjansky)
- 1935 - L'Équipage (Anatole Litvak)
- 1935 - Les Beaux Jours (Marc Allégret)
- 1936 - Tarass Boulba (Alexis Granowsky)
- 1936 - La Porte du large (Marcel L'Herbier)
- 1937 - Le Chemin de Rio (Robert Siodmak)
- 1937 - Drôle de drame (Marcel Carné)
- 1937 - Le Messager (Raymond Rouleau)
- 1937 - Maman Colibri (Jean Dréville)
- 1937 - La Femme du bout du monde (Jean Epstein)
- 1938 - Chéri-Bibi (Léon Mathot)
- 1938 - Hôtel du Nord (Marcel Carné)
- 1938 - Le Paradis de Satan (Félix Gandéra)
- 1938 - Belle Étoile (Jacques de Baroncelli)
- 1939 - Le Déserteur of Je t'attendrai (Léonide Moguy)
- 1943 - Assignment in Brittany (Jack Conway)
- 1943 - The Cross of Lorraine (Tay Garnett)
- 1946 - Heartbeat (Sam Wood)
- 1947 - Song of Scheherazade (Walter Reisch)
- 1948 - The First Gentleman  (Alberto Cavalcanti)
- 1948 - Siren of Atlantis (Gregg G. Tallas)
- 1949 - Hans le marin (François Villiers)
- 1949 - Golden Arrow (Gordon Parry
- 1950 - L'Homme de joie (Gilles Grangier)
- 1951 - L'Amant de paille (Gilles Grangier)
- 1951 - La vendetta del corsaro (Primo Zeglio)
- 1951 - Ultimo incontro (Gianni Franciolini)
- 1952 - Les loups chassent la nuit (Bernard Borderie)
- 1953 - Moineaux de Paris (Maurice Cloche)
- 1953 - Lili (Charles Walters)
- 1953 - Kœnigsmark (Solange Térac)
- 1954 - Charge of the lancers (William Castle)
- 1954 - Si Versailles m'était conté... (Sacha Guitry)
- 1955 - Napoléon (Sacha Guitry)
- 1955 - Mademoiselle de Paris (Walter Kapps)
- 1956 - Hilda Crane (Philip Dunne)
- 1957 - The seventh sin (Ronald Neame)
- 1959 - John Paul Jones (John Farrow)
- 1961 - The Devil at 4 O'Clock (Mervyn LeRoy)
- 1961 - Le Puits aux trois vérités (François Villiers) (cameo)
- 1962 - Les Sept Péchés capitaux (sketchenfilm, episode L'Orgueil van Roger Vadim)
- 1962 - Le Couteau dans la plaie (Five miles to midnight) (Anatole Litvak)
- 1962 - Una domenica d'estate (Giulio Petroni)
- 1963 - Vacances portugaises (Pierre Kast)
- 1969 - Castle Keep (Sydney Pollack)
- 1971 - L'Homme au cerveau greffé (Jacques Doniol-Valcroze)
- 1973 - La Nuit américaine (François Truffaut)
- 1975 - Porgi l'altra guancia (Franco Rossi)
- 1975 - Le Chat et la Souris (Claude Lelouch)
- 1975 - Catherine et compagnie (Michel Boisrond)
- 1975 - Mahogany (Berry Gordy)
- 1976 - Des journées entières dans les arbres (Marguerite Duras)
- 1981 - Allons z'enfants (Yves Boisset)
- 1983 - La Java des ombres (Romain Goupil)
- 1984 - The Blood of Others (Claude Chabrol)
- 1987 - Γλυκειά πατρίδα (Sweet Country) (Mihalis Kakogiannis)
- 1991 - A Star for Two (Jim Kaufman)
- 1994 - Giorgino (Laurent Boutonnat)
- 1995 - Jefferson in Paris (James Ivory)

## Toneel (kleine selectie uit meer dan veertig stukken)
- 1930: Le Prof d'anglais ou le système Puck (Régis Gignoux), onder regie van Louis Jouvet
- 1934: La Machine infernale (Jean Cocteau), onder regie van Louis Jouvet
- 1939: L'Amant de paille (Marc-Gilbert Sauvajon en André Bost), onder regie van Jean Wall
- 1944: Une grande fille toute simple (André Roussin), onder regie van Louis Ducreux
- 1947: L'Empereur de Chine (Jean-Pierre Aumont), onder regie van Marcel Herrand
- 1949: My Name Is Aquilon, naar L'Empereur de Chine (Jean-Pierre Aumont) (opgevoerd in New York)
- 1953-1954: Les Pavés du ciel (Albert Husson), onder regie van Christian-Gérard
- 1956: Amphitryon 38 (Jean Giraudoux)
- 1959: Ange le Bienheureux (Jean-Pierre Aumont)
- 1959: Mon père avait raison (Sacha Guitry), onder regie van André Roussin
- 1960: A Second Sting (Lucienne Hill naar Colette), onder regie van Raymond Gérôme (opgevoerd in New York)
- 1963: Tovarich (Anne Croswell en Lee Pockriss naar Jacques Deval), onder regie van Peter Glenville (opgevoerd in New York)
- 1970: Camino Real (Tennessee Williams) (opgevoerd in New York)
- 1972: Nous irons à Valparaiso (Marcel Achard), onder regie van Jacques-Henri Duval
- 1975-1976: Des journées entières dans les arbres (Marguerite Duras), onder regie van Jean-Louis Barrault
- 1982: Coup de soleil (Marcel Mithois), onder regie van Jacques Rosny

## Prijzen
- 1991: César d'honneur

## Publicaties
- L'Empereur de Chine (toneelstuk), voorwoord door Jean Cocteau, Éditions Nagel, 1948
- L'Île heureuse (komedie), 1951
- Un beau dimanche (toneelstuk), 1952
- Souvenirs provisoires, (autobiografisch), Julliard, Paris, 1957
- Farfada (komedie), Comédie-Wagram, 1958
- Ange le bienheureux (toneelstuk), 1959
- Le Soleil et les ombres (autobiografisch), Robert Laffont, 1976 (J'ai lu, 1977)
- Dis-moi d'abord que tu m'aimes (autobiografisch), Flammarion, collection Jade, 1992